# Theo Thijssen
Theo Thijssen (Amsterdam, 16 giugno 1879 – Amsterdam, 23 dicembre 1943) è stato un educatore, scrittore e politico olandese.

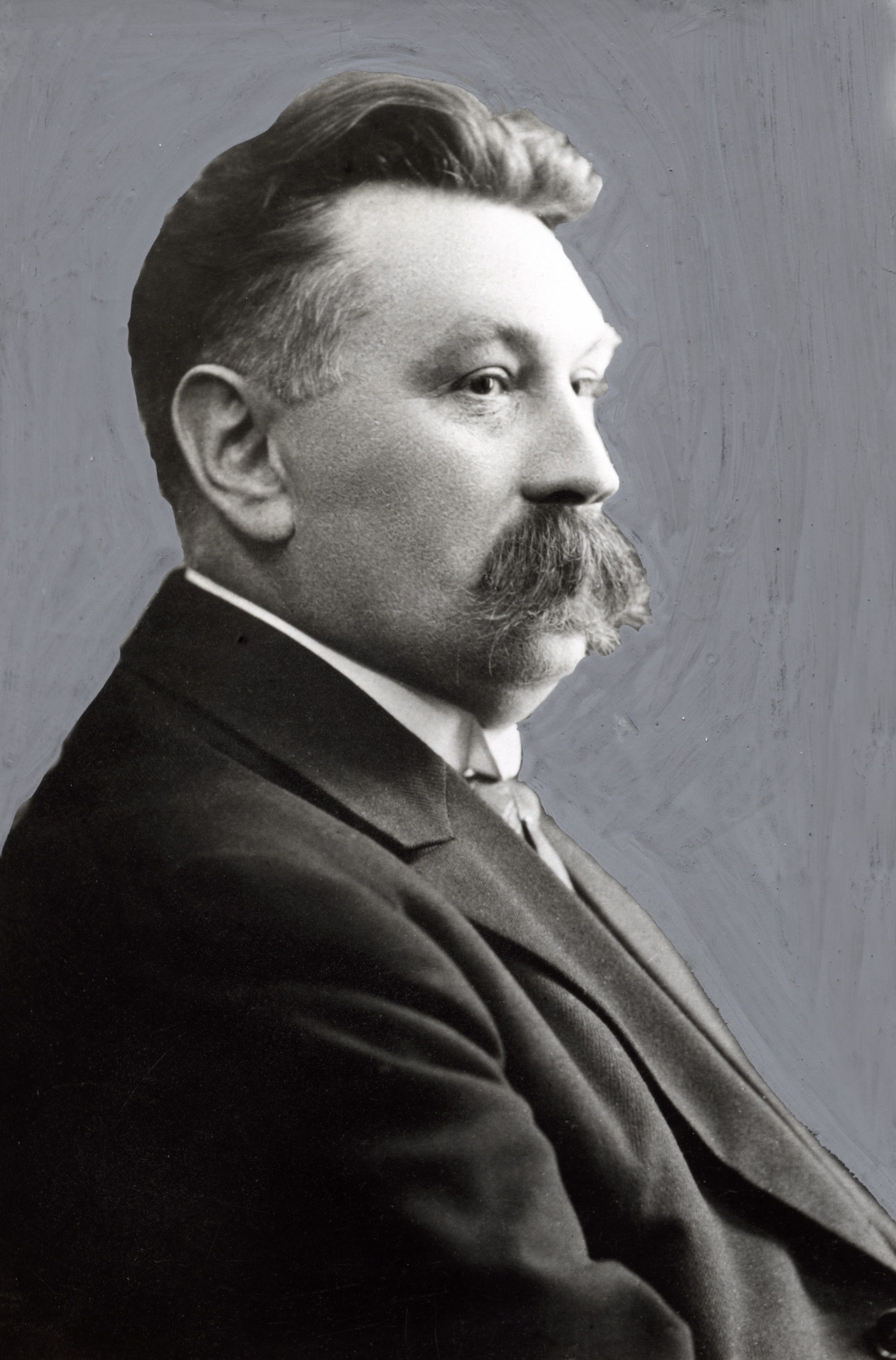
Theo Thijssen

Theodorus Johannes (Do) Thijssen (Amsterdam, 16 giugno 1879 - Amsterdam, 23 dicembre 1943) è stato uno scrittore, educatore e politico socialista olandese.
È conosciuto soprattutto per il suo libro Kees de jongen.

## Biografia
Figlio di un calzolaio, Thijssen conosceva per esperienza diretta l'ambiente della piccola borghesia tra la fine del XIX secolo e l'inizio del XX secolo. La sua famiglia non aveva grandi mezzi e Thijssen alla fine riuscì a completare gli studi presso la scuola Rijkskweekschool di Haarlem solo grazie a una borsa di studio. Nel 1897 fondò il settimanale Baknieuws, Weekblad van den Nederlandschen Kweekeling (Settimanale degli studenti olandesi). Dopo aver completato gli studi, dal 1898 al 1921 Thijssen lavorò come educatore in diverse scuole pubbliche di Amsterdam.

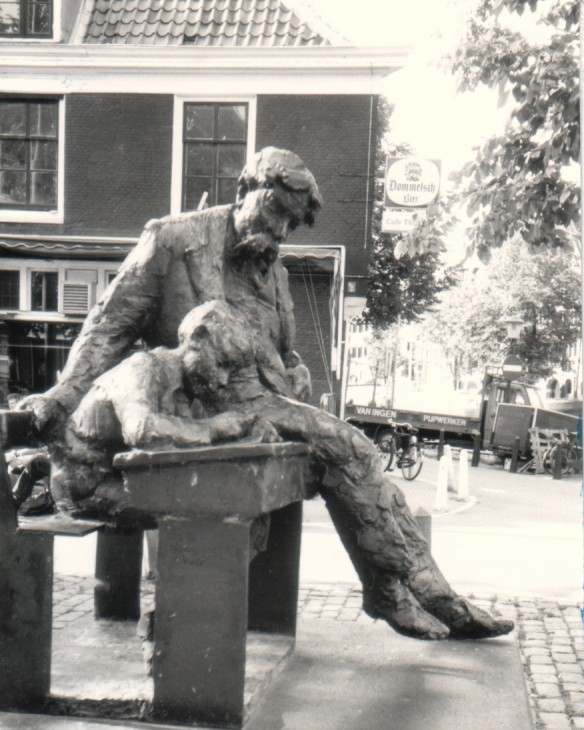
Statua di Theo Thijssen nel quartiere Jordaan di Amsterdam, realizzata dallo scultore Hans Bayens.

Come il famoso innovatore dei sistemi educativi Jan Ligthart (anche lui cresciuto nel quartiere Jordaan di Amsterdam), Thijssen aveva particolare attenzione per lo studente come individuo - a quel tempo un modo di pensare completamente nuovo. Ma allo stesso tempo pensava ancora che la classe fosse una unità sociale molto importante. 
Nel 1905 insieme al suo ex collega di studi Piet Bol fondò la rivista De Nieuwe School (La nuova scuola), su cui spesso scriveva articoli critici e satirici su metodi educativi, libri di testo, libri di lettura e libri per bambini. Fu redattore di varie riviste, sulle quali pubblicò a puntate dei bozzetti sul giovane Kees, che in seguito furono pubblicati  come libro nel 1923 (De jonge Kees). Scrisse anche un'opera autobiografica, In de ochtend van het leven, in cui raccolse i ricordi dei suoi anni giovanili. Anche i romanzi Schoolland (1925) e De gelukkige klas (1926) inizialmente furono pubblicati a puntate sulla rivista School en huis (Scuola e casa).
Thijssen fu anche un esperantista. Credeva nell'utilità della lingua internazionale esperanto sulla base delle sue esperienze nei congressi internazionali sui metodi educativi, a cui partecipò sin dall'inizio degli anni '20. Durante quei congressi ogni intervento doveva essere ripetuto, in traduzione, almeno in altre due lingue, e questo comportava una gran perdita di tempo.
Come suo padre, Thijssen sin da giovane si avvicinò alle idee socialiste, ma solo nel 1912 si iscrisse al Sociaal Democratische Arbeiders Partij (SDAP, Partito socialdemocratico dei lavoratori), precursore del PvdA (Partij van de Arbeid, Partito Laburista olandese). Come membro di questo partito fu eletto deputato della Tweede Kamer (Camera dei Rappresentanti dei Paesi Bassi) e fu membro del consiglio comunale della città di Amsterdam dal 1935 al 1941.
Perso il lavoro a causa dell'occupazione tedesca, si dedicò per qualche tempo alla stesura delle sue memorie (In de ochtend van het leven). Nel 1941 fu arrestato dai tedeschi in seguito a uno sciopero generale ("sciopero di febbraio") organizzato dagli olandesi come protesta contro le misure e le attività antisemitiche dei nazisti. Nel 1943 fu colpito da varie gravi malattie e morì in seguito a un'emorragia cerebrale.

## Opere
- Barend Wels (1908)
- Jongensdagen (1909)
- Taal en schoolmeester (1911)
- Sommenboek voor de volksschool (1912)
- Cijfers (1913)
- Cijferboek voor de volksschool (1913)
- Kees de jongen (1923)
- Schoolland (1925)
- De gelukkige klas (1926)
- Het grijze kind (1927)
- De examenidioot of De kinderexamens van 1928 (1929)
- Egeltje. Een bundel vrolijk proza (1929)
- Het taaie ongerief (1932)
- De fatale gaping (1934)
- Een bonte bundel (1935)
- In de ochtend van het leven (1941)
- Wat onze kinderen bedreigt